# Frauke Penen
Frauke Penen (Leuven, 20 februari 1985) is een voormalige Belgische atlete, die zich had toegelegd op de sprint. Ze werd eenmaal Belgisch indoorkampioene en behaalde als lid van de nationale 4 x 100 m estafetteploeg zowel in 2006 als in 2010 de finale op de Europese kampioenschappen.

## Biografie

### Eerste seniortitel en deelname EK
Penen schakelde pas op zestienjarige leeftijd over van dansen naar atletiek. Na het veroveren van een eerste titel op de 100 m tijdens de Belgische kampioenschappen voor atleten tot 23 jaar in 2005, brak Penen in 2006 door met een eerste seniorentitel op de 60 m tijdens de Belgische indoorkampioenschappen in Gent. Dat jaar prolongeerde zij tevens haar nationale titel bij U23 en werd ze op de 100 m ook Vlaams kampioene. Hoogtepunt voor haar was haar deelname aan de Europese kampioenschappen van 2006 in Göteborg, waar zij mocht aantreden als lid van de nationale 4 x 100 m estafetteploeg. In de finale ging het echter mis, doordat de wissel tussen haar als tweede loopster en Olivia Borlée als derde mislukte, waardoor vierde loopster Kim Gevaert zelfs helemaal niet in actie kwam.

### Geselecteerd voor OS 2008
Na een in sportief opzicht mislukt seizoen 2007 kwam Frauke Penen in 2008 terug met dusdanige goede prestaties op de korte sprintnummers, dat zij werd geselecteerd om als reserve van de Belgische 4 x 100 meterploeg mee te gaan naar de Olympische Spelen in Peking. Daar kwam zij echter niet in actie, omdat de basisploeg in een geweldige vorm stak, wat uiteindelijk resulteerde in een gouden medaille en een nieuw Belgisch record.
In 2009 ging Penen opnieuw goed van start met een bronzen medaille op de 60 m tijdens het BK indoor achter Elisabeth Davin en Olivia Borlée. Mede hierdoor behoorde zij inmiddels tot de groep van zes atletes, waaruit men de definitieve nationale 4 x 100 meterploeg formeerde, die zich zou proberen te kwalificeren voor de wereldkampioenschappen in Berlijn, later dat jaar. Dit lukte de Belgische estafetteploeg inderdaad, maar toen de definitieve selectie werd opgemaakt, zat Frauke Penen er niet bij en dus ging Berlijn aan haar neus voorbij.

### Mislukte wissel op EK
Op de Europese kampioenschappen in 2010 maakte Penen weer wél deel uit van de Belgische 4 x 100 m estafetteploeg, die verder bestond uit Olivia Borlée, Hanna Mariën en Élodie Ouédraogo. In Barcelona werden zij in hun reeks weliswaar vierde, maar toch bereikten ze de finale door met 43,82 s de snelste tijd van de verliezers te laten noteren, bovendien de snelste seizoenprestatie van het Belgische kwartet. In de finale liep het helaas mis met de laatste aflossing tussen Élodie Ouédraogo en Frauke Penen. Het wisselstokje viel, waarmee voor de laatste het drama van vier jaar eerder in Göteborg zich herhaalde.

### Clubs
Penen, die woonachtig was in Kessel-Lo was oorspronkelijk aangesloten bij DCLA en verhuisde daarna naar Vilvoorde AC.

### Atletiekloopbaan beëindigd
In 2011 beëindigde Frauke Penen haar carrière na aanhoudend blessureleed.
Frauke Penen, die afgestudeerd is als licentiaat lichamelijke opvoeding en bovendien de diploma’s trainer A atletiek en fitness coach op zak heeft, verhuisde na haar atletiekcarrière naar Antwerpen. Zij is tegenwoordig werkzaam als recruitment consultant bij Adecco, waar zij zich met name richt op het trainen, coachen en begeleiden van studenten en werkzoekenden.

## Belgische kampioenschappen
Indoor
| onderdeel | jaar |
| --------- | ---- |
| 60 m      | 2006 |

## Persoonlijke records
| Onderdeel   | Prestatie | Datum           | Plaats              |
| ----------- | --------- | --------------- | ------------------- |
| 60 m (ind.) | 7,34 s    | 29 januari 2006 | Gent                |
| 100 m       | 11,60 s   | 9 juli 2006     | Brussel             |
| 200 m       | 24,28 s   | 22 juni 2008    | Watermaal-Bosvoorde |

## Palmares

### 60 m
- 2006:  BK AC Indoor – 7,43 s
- 2008:  BK AC Indoor – 7,48 s
- 2009:  BK AC Indoor – 7,51 s

### 100 m
- 2006: 4e BK AC - 11,60 s
- 2008:  BK AC - 11,86 s
- 2010:  BK AC - 11,67 s

### 4 x 100 m
- 2006: DNF EK in Göteborg
- 2010: DNF EK (in serie 43,82 s)